# Anthony Coburn
Anthony Coburn (Melbourne, 10 december 1927 - Canterbury, 28 april 1977) was een Australisch televisieproducent, scenarioschrijver en regisseur.
Coburn begon als slagershulpje in Australië. Hij schreef vanaf 1950 en verhuisde naar het Verenigd Koninkrijk, waar hij een baan kreeg bij de British Broadcasting Corporation. Daar raakte hij in 1963 betrokken bij de ontwikkeling van de sciencefictionserie Doctor Who. Hij schreef het eerste verhaal van de televisieserie, getiteld An Unearthly Child, bestaande uit vier afleveringen en uitgezonden in november en december 1963. Daarnaast schreef hij het verhaal The Masters of Luxor, maar in plaats daarvan werd het door Terry Nation geschreven The Daleks opgenomen en uitgezonden.
- Bibliothèque nationale de France: cb179227235 (data)
- International Standard Name Identifier: 0000 0001 2384 7675
- Library of Congress Control Number: no2010158090
- Nationale bibliotheek van Australië: 64858868
- SNAC: w6n37ccw
- Virtual International Authority File: 156367550
- WorldCat: E39PBJgCPGfxmcfFHGQBP6qYT3